# 咽炎
咽炎（英語：Pharyngitis）是指人類喉部深處，即俗稱咽（咽喉后部）出现的炎症。通常会导致咽喉痛、 发热。其他病徵可能包括流鼻水还可能有流鼻涕、咳嗽、头痛、声音沙哑、呕吐和腹痛（尤其是儿童）、伴有或不伴有斑片状渗出物、淋巴结肿大、有触痛、悬雍垂红肿、软腭上有瘀斑、并出现瘢痕疹等症状。通常会持续3到5天。也可能并发鼻竇炎、急性中耳炎。咽炎是一种上呼吸道感染。
大多数病例是由病毒感染所致。而链球菌性咽喉炎是一种细菌感染所致，在美国，约25%的儿童和10%的成人患有此疾病。比較少見的病因包括感染淋球菌或真菌等其他細菌，或是因抽煙、過敏及胃食道逆流而引起。咽炎患者若已表現出明確的病毒感染症狀，例如感冒時，並不建議再作特別的檢查。反之，則建議作抗原快篩（RAPD）或咽喉檢體培養（throat swab）。其他疾病，如會厭炎、甲狀腺炎、咽後膿瘍及心臟病也可能會引起類似的症狀。
給予病患如布洛芬（ibuprofen）等非類固醇抗發炎藥物（NSAIDs）可有助於減緩疼痛。服用利多卡因（lidocaine）混合溶液也有效果。链球菌性咽喉炎則通常使用盤尼西林或阿莫西林等抗生素治療。類固醇雖可用以治療情況嚴重的病患，但是否對急性咽炎也有效，則尚不明確，但最近（2020年）的一项审查发现，当与抗生素联合使用时，类固醇可适度改善疼痛和缓解的可能性。
在美國，約有7.5%的人每3個月就會感到1次喉嚨痛。而每年罹患2至3次咽炎也非罕見。2007年在美國因此症就診的人數高達1500萬人。咽炎是引起咽喉痛的最常见原因。英文「Pharyngitis」這個字是源自希臘文「pharynx」，意為「喉嚨」，然後再加上「itis」，意為「發炎」的字尾。

## 分类

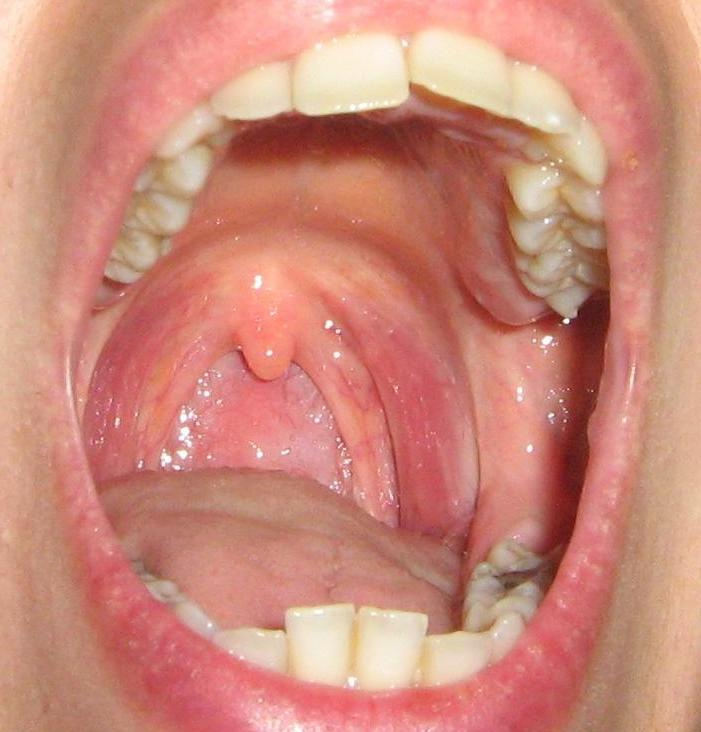
正常的喉咙

咽炎是由上呼吸道感染引起的一种炎症。可分为急性或慢性。急性咽炎可能是卡他性、化脓性或溃疡性的，这取决于病原体和患者的免疫能力。慢性咽炎可为卡他性、肥厚性或萎缩性。
扁桃体炎是咽炎的一个亚型。如果炎症包括扁桃体和喉咙的其他部位，则可称为咽鼓管炎或扁桃体咽炎。另一个亚类是鼻咽炎（普通感冒）。

## 原因
大多数病例是由于与受感染者密切接触而获得的病原体所致。

### 病毒性

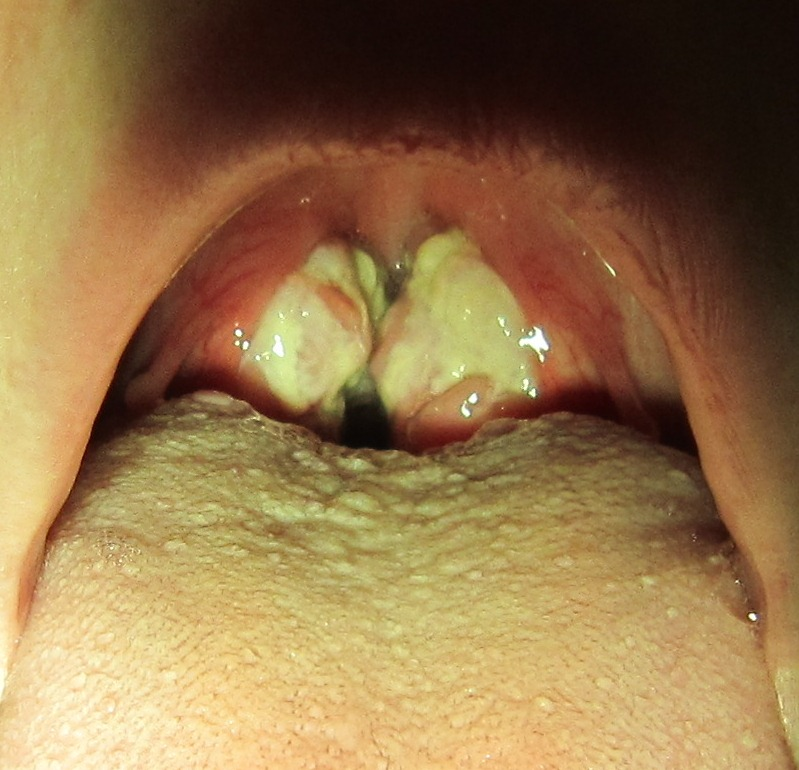
传染性单核白血球增多症患者的渗出性咽炎

这些疾病约占所有感染病例的40-80%，可能是许多不同类型病毒感染的一个特征。
- 腺病毒是最常见的病毒病因。通常情况下，颈部淋巴结肿大的程度是适度的，虽然疼痛，但喉咙通常不会出现红色。
- 引起流行性感冒的正黏液病毒科表现为快速发作的高热、头痛和全身疼痛。可能还伴有咽喉疼痛。
- 传染性单核白血球增多症（“腺热”）是由人类疱疹病毒第四型引起的。这可能导致明显的淋巴结肿大和渗出性扁桃体炎，伴有明显的喉咙红肿。如果怀疑这一点，可以使用嗜异性抗体试验。
- 单纯疱疹病毒可以引起多发性口腔溃疡。
- 麻疹
- 普通感冒：鼻病毒、冠状病毒、人类呼吸道合胞病毒和人类副流感病毒可引起咽喉、耳朵和肺部的感染，造成标准的类似感冒的症状，并常常引起疼痛。

### 细菌性
许多不同的细菌可以感染人的喉咙。最常见的是A组链球菌（化脓性链球菌），但其它包括肺炎链球菌、流感嗜血杆菌、百日咳杆菌、炭疽杆菌、白喉棒状杆菌、淋球菌、肺炎衣原体、肺炎支原体和坏死梭杆菌。
链球菌性咽炎

一例链球菌性咽喉炎

链球菌性咽炎或链球菌性咽喉炎是由化脓性链球菌引起的。它是咽炎病例最常见的细菌原因（15-30%）。 常见症状包括发烧、喉咙痛和淋巴结肿大。 它是一种传染性感染，通过与感染者的密切接触传播。 根据咽喉细菌培养结果作出明确诊断。 抗生素可用于预防并发症（如风湿热）和加速康复。
坏死梭杆菌
坏死梭杆菌是口咽微生物群的正常居民，偶尔可造成扁桃体周围脓肿。在400例未经治疗的病例中，有1例发生Lemierre综合征。
白喉
白喉是由白喉棒状杆菌引起的一种可能危及生命的上呼吸道感染，自儿童疫苗接种计划实施以来，发达国家已基本根除了白喉棒状杆菌，但在第三世界仍有报道，在东欧的一些地区也有越来越多的报道。抗生素在早期是有效的，但恢复通常很慢。
其他
其他一些原因很少见，但可能致命，包括咽旁间隙感染：扁桃体周围脓肿（“昆西脓肿”）、下颌下间隙感染（Ludwig心绞痛）和会厌炎。

### 真菌性
有些咽炎是由真菌感染引起的，如白色念珠菌，引起口腔鹅口疮。

### 非感染性
咽炎也可能由机械、化学或热刺激引起，例如冷空气或胃食道逆流。一些药物可能产生咽炎，如普拉克索和抗精神病药。

## 诊断
| 积分    | 链球菌感染概率 | 处理手段                       |
| ------- | -------------- | ------------------------------ |
| 1或更少 | <10%           | 不需要抗生素或培养             |
| 2       | 11–17%         | 基于培养或快速抗原试验的抗生素 |
| 3       | 28–35%         | 基于培养或快速抗原试验的抗生素 |
| 4或5    | 52%            | 经验性治疗                     |

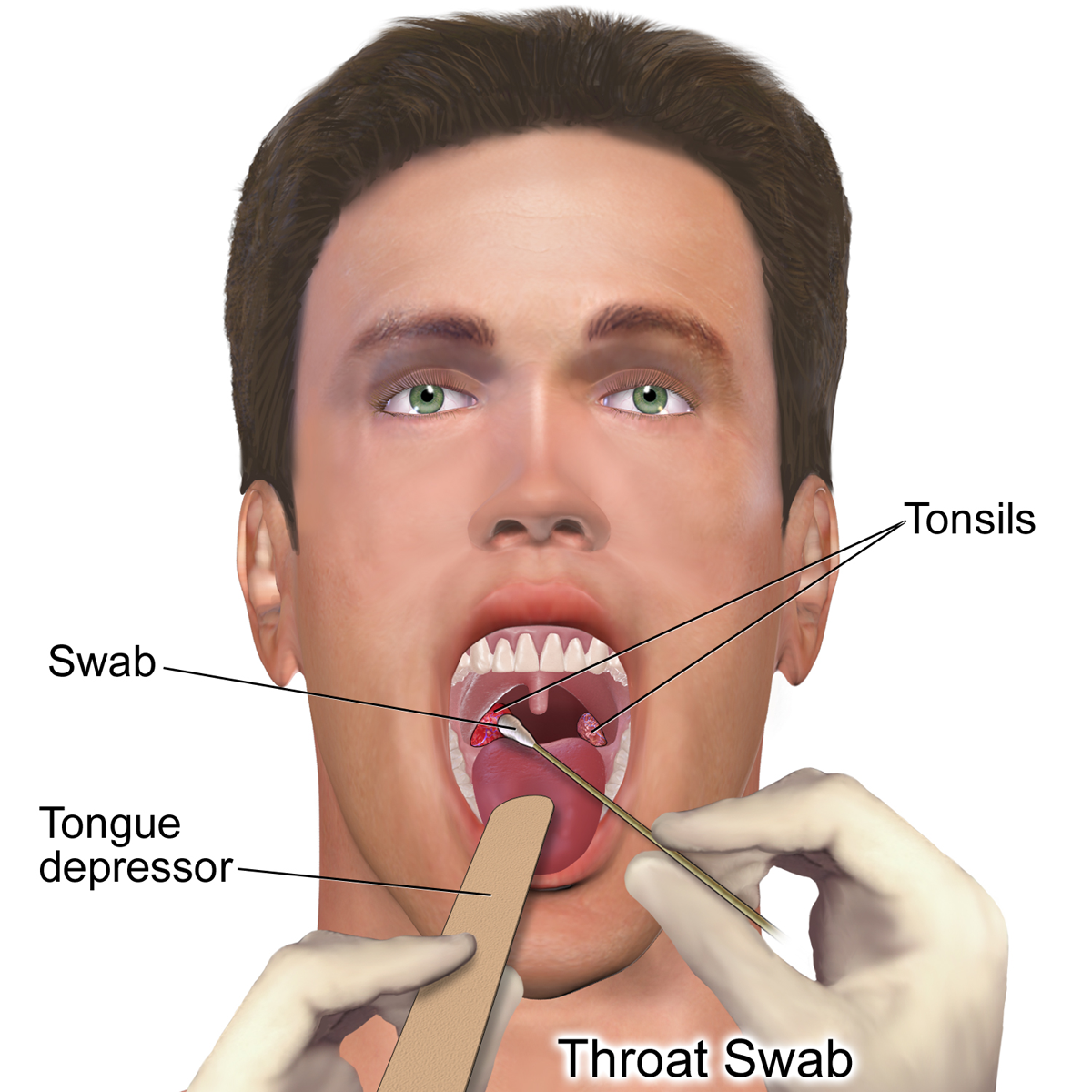
咽拭子

仅根据症状很难区分引起喉咙痛的病毒和细菌原因。因此，通常用取样来排除细菌的原因。
修改后的Centor标准可用于确定咽炎患者的治疗方法。根据五项临床标准，它表明链球菌感染的可能性。
每项标准得1分：
- 没有咳嗽
- 颈部淋巴结（英语：Cervical lymph nodes）肿痛
- 温度超过 38.0 °C（100.4 °F）
- 扁桃体渗出或肿胀
- 年龄小于15岁（如果年龄大于44岁，则减去一分）

美国传染病协会建议不要进行经验性治疗，认为只有在检测呈阳性后才适合使用抗生素。三岁以下的儿童不需要检测，因为A组链球菌和风湿热都很罕见，除非他们有一个患有该病的兄弟姐妹。

## 处理手段
大多数情况下，治疗是对症的。 特定治疗对细菌、真菌和单纯疱疹感染有效。

### 药物治疗
- 镇痛药，如非甾体抗炎药和对乙酰氨基酚（扑热息痛），可以帮助减轻与喉咙痛有关的疼痛。阿司匹林可用于成人，但由于有雷尔氏综合征的风险，不建议用于儿童。[29]
- 类固醇（特别是皮质类固醇）（如地塞米松）可能对严重咽炎有用[30][9]。然而，它们的普遍使用缺乏支持[8]。所以，考虑到不良反应的风险，不建议使用皮质类固醇。
- 粘性利多卡因通过麻痹黏膜来缓解疼痛。[31]
- 如果喉咙痛是由细菌感染引起的，抗生素是有用的。[32][33]对于病毒感染，抗生素没有效果。在美国，25%的人在发现细菌感染之前使用了抗生素。[34]
- 口服镇痛剂溶液，其有效成分通常是苯酚，但也有不太常见的苯佐卡因、西吡氯铵和/或薄荷醇。Chloraseptic（英语：Chloraseptic）和思必乐（英语：Cēpacol）是这类镇痛剂品牌的两个例子。

### 替代疗法
经常有人建议用盐水漱口，但缺乏证明其作用的证据。替代医学被提倡并用于治疗咽喉疼痛。然而，它们没有得到充分的证据支持。

## 流行病学
急性咽炎是导致咽喉疼痛的最常见原因，与咳嗽一起，美国每年有190多万人被诊断为急性咽炎。
虽然所有年龄组的人都易感，但流行病学数据表明：5 至 15 岁的儿童最容易感染；学龄儿童的父母和与儿童一起工作的人感染的风险也较高。3 岁以下儿童的咽炎很少由化脓性链球菌引起。化脓性链球菌感染的爆发有季节性，冬季和早春的发病率最高。传播途径是唾液或鼻腔分泌物飞沫的直接接触（通常是手部接触），因此在机构、学校、家庭和人群密集的地方传播更为严重。有效的抗生素治疗可将感染期缩短至 24 小时左右。
大多数急性咽炎病例都是由病毒引起的。具体病因包括鼻病毒（20%）、冠状病毒（5%）、腺病毒（5%）、单纯疱疹病毒（4%）、流感病毒（2%）、副流感病毒（2%）和EB病毒（1%）。相较之下，细菌引起的急性咽炎的可能性要小得多。在所有细菌病因中，化脓性链球菌是最常见的病因（占所有年龄段咽炎患者的 10%-30%），也是唯一需要使用抗生素治疗的常见急性咽炎。